# Polycarpaea nivea
Genre
Polycarpaea nivea est une espèce de plantes de la famille des Caryophyllacées, originaire de l'Afrique du Nord-Est et des Îles Canaries. 

## Synonymes
- Achyranthes nivea Aiton
- Polycarpaea microphylla Cav. (1801)
- Polycarpaea gnaphalodes (Schousb.) Poir. (1816)
- Illecebrum gnaphalodes Schousb. (1874)
- Polycarpaea candida Webb & Berthel. (1840)
- Polycarpaea robusta (Pit.) G. Kunkel (1976)
- Polycarpaea lancifolia Christ (1888)

## Description
Plante herbacée aux feuilles pubescentes de couleur argentée et aux inflorescences très ramifiées.

## Répartition
Dunes et rochers du littoral des Îles Canaries, du Cap-Vert, du Maroc et de la Mauritanie

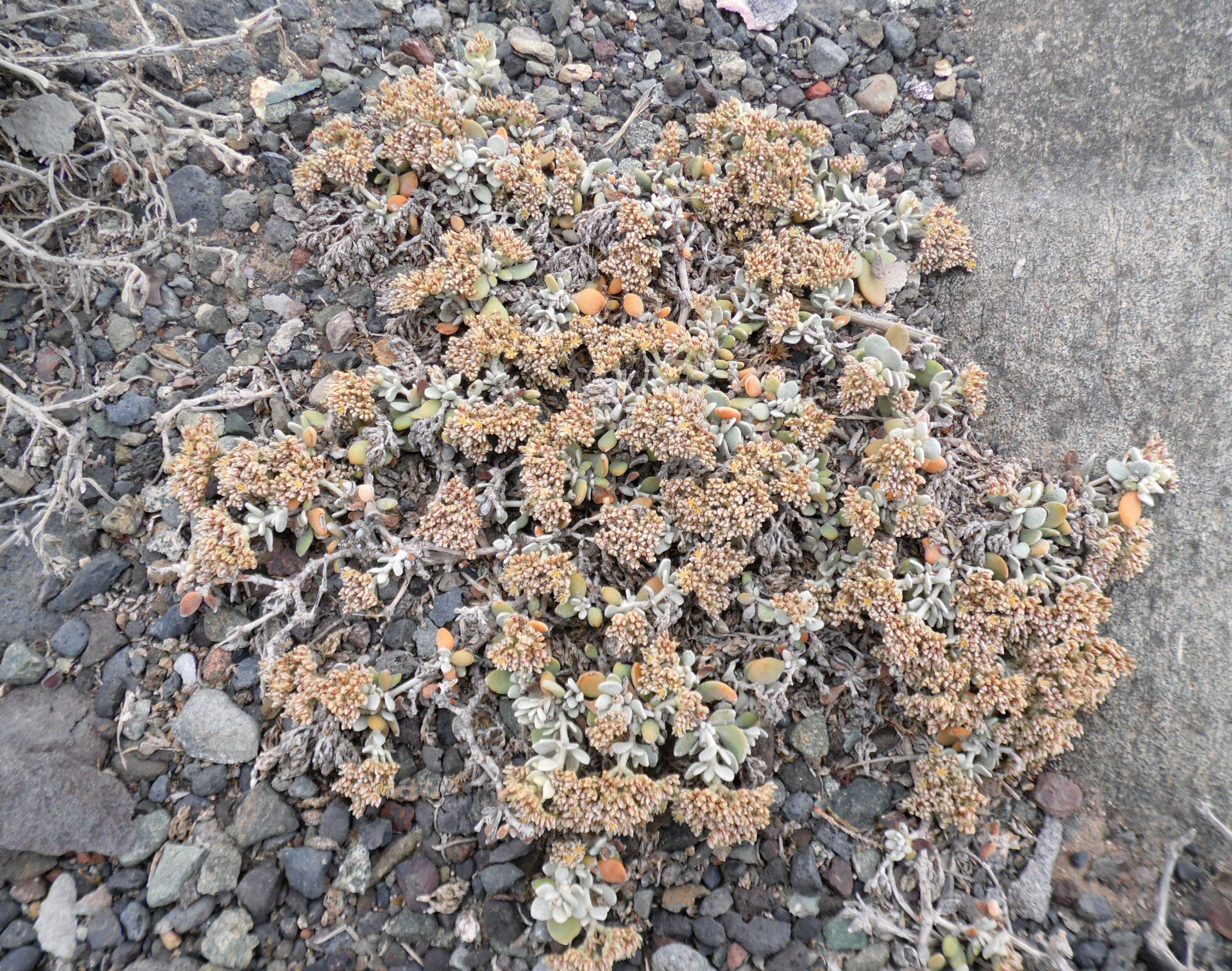
Polycarpaea nivea dans son habitat de Grande Canarie.
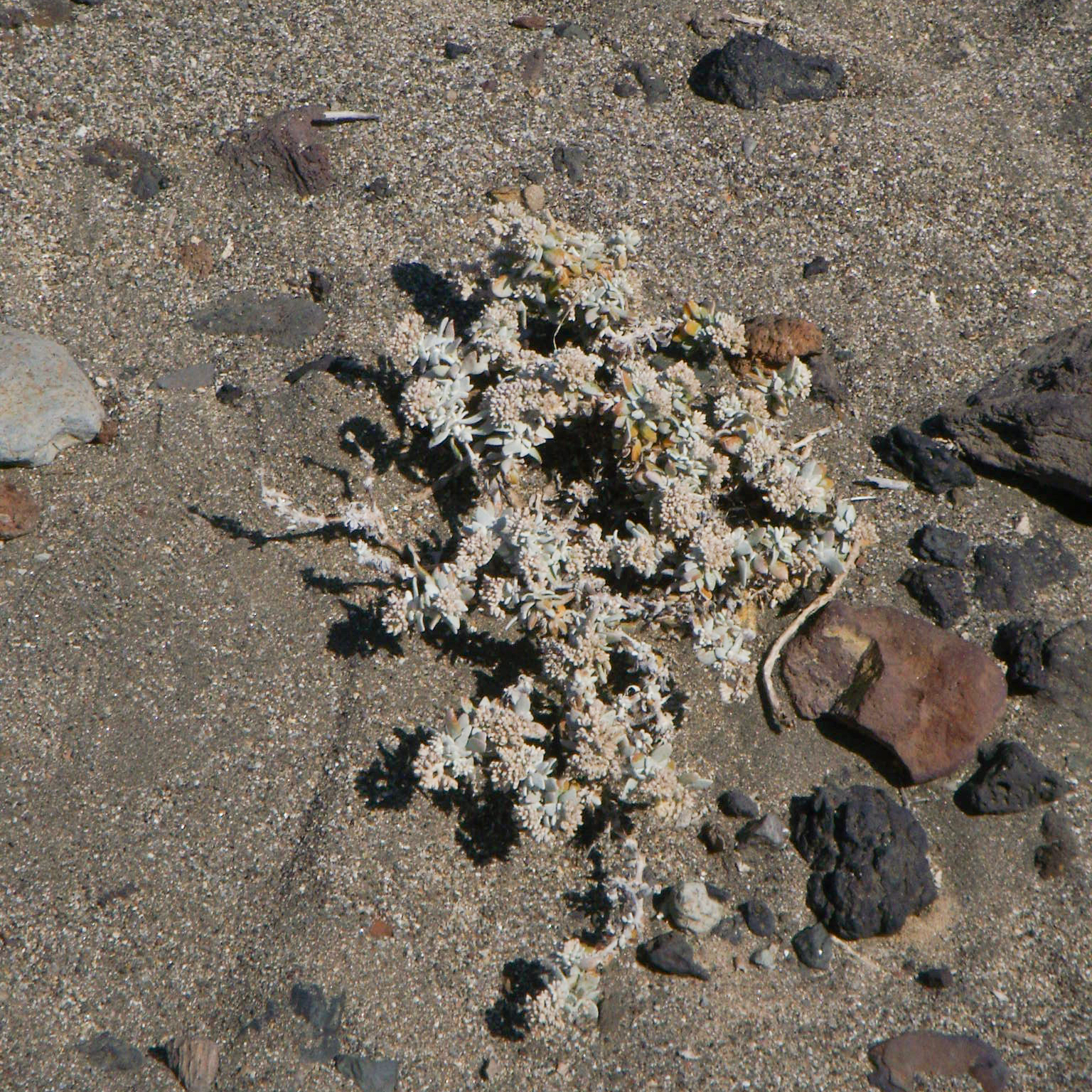
à Tenerife

.